# Happy Family (Racoon)
Happy Family is een nummer van de Nederlandse band Racoon uit 2005. Het is de eerste single van hun derde album Another Day.
Het vrolijke nummer betekende de comeback van Racoon na een pauze van vier jaar. Hoewel "Happy Family" slechts de 84e positie in de Nederlandse Single Top 100 haalde, werd het wel een klein radiohitje.